# Orcynopsis unicolor
Orcynopsis unicolor es una especie de peces de la familia Scombridae en el orden de los Perciformes.

## Morfología
• Los machos pueden llegar alcanzar los 130 cm de longitud total y los 13,1 kg de peso.

## Distribución geográfica
Se encuentra desde Oslo (Noruega) hasta Dakar (Senegal) y el sur del Mediterráneo. Ausente de  Madeira, las Islas Canarias y Cabo Verde.